# Kenzō Tange
Kenzō Tange (丹下健三 Tange Kenzō?) (Sakai, 4 de septiembre de 1913 - Tokio, 22 de marzo de 2005) fue un arquitecto y urbanista japonés. Estuvo vinculado a los movimientos Moderno, Metabolista y Neo-futurismo. Recibió el premio Pritzker en 1987.

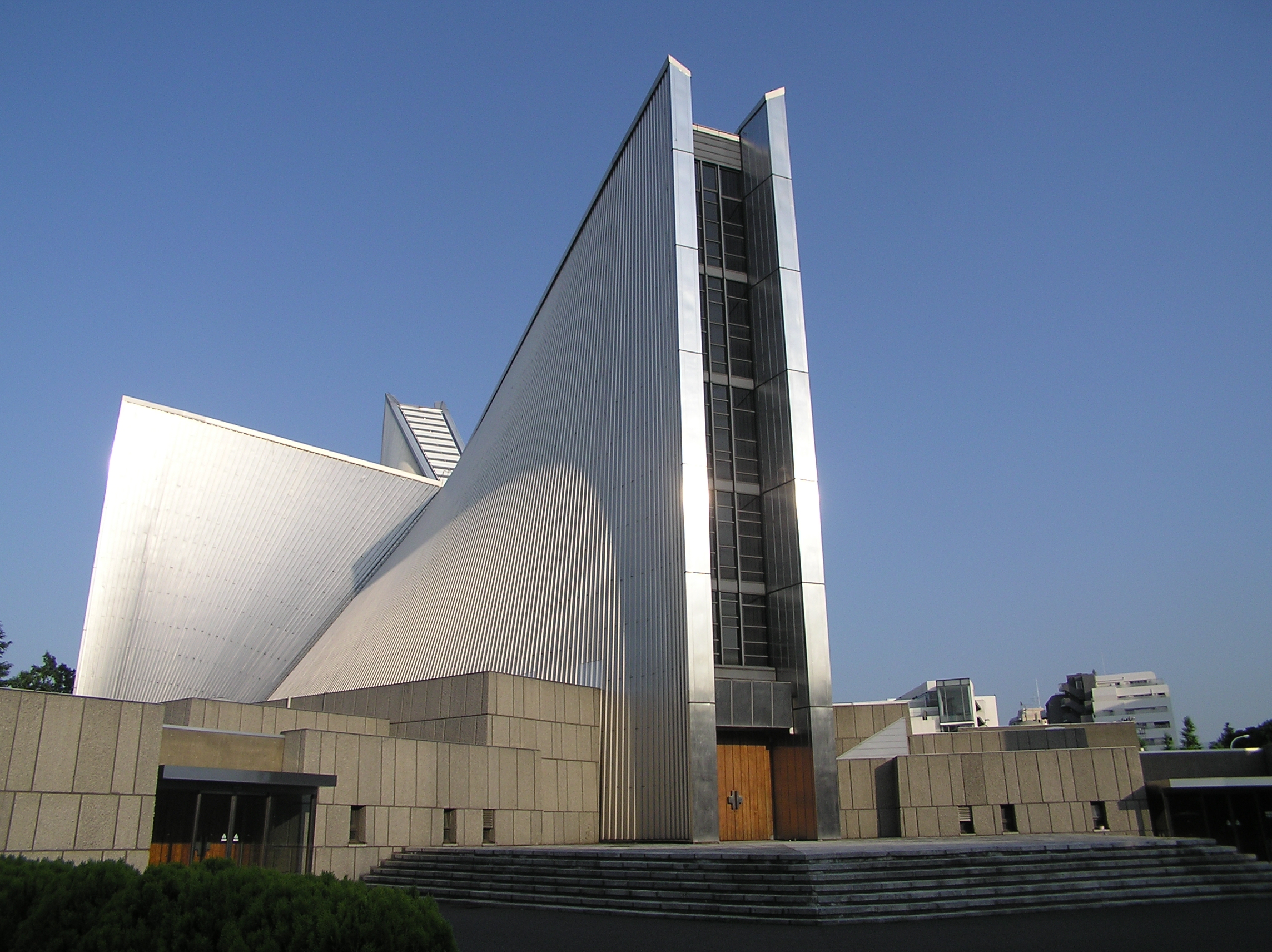
Catedral de Santa María de Tokio y campanario.

Entre de sus obras más destacadas hay varias en Tokio, como el Ayuntamiento, el Estadio Olímpico, el Gimnasio Nacional Yoyogi, la Catedral de Santa María o las torres Shinjuku Park y Mode Gakuen Coccoon. En Shanghái hizo la sede del Bank of Shanghai, en Hiroshima el Museo Memorial de la Paz y en Singapur el One Raffles Place. Fuera de Asia, su obra más conocida es el Instituto de Artes de Mineápolis. Igualmente fue el arquitecto líder en la reconstrucción de la ciudad de Skopie, actual capital de Macedonia del Norte, después de que fuera destruida por un fuerte terremoto en 1963.  También diseñó la embajada de Japón en Ciudad de México junto con Pedro Ramírez Vázquez.

## Biografía
Nació en Sakai, pero pasó la mayor parte de su infancia en la ciudad natal de su padre, Imabari, en la Prefectura de Ehime de Japón. De adolescente no había pensado en ser arquitecto, pero tuvo ocasión de conocer la obra de Le Corbusier, que le impresionó y le llevó a la determinación de ser arquitecto. Estudió en la facultad de arquitectura de la Universidad de Tokio. Su tesis doctoral versó sobre la estructuración de los espacios en las grandes ciudades, considerando los desplazamientos que se producen entre los lugares de trabajo y los de residencia.
En 1946 se convirtió en profesor adjunto en esta misma universidad y organizó el llamado Laboratorio Tange (タンゴ•ラボラトリ), donde él y sus alumnos diseñaban proyectos. Entre sus estudiantes se encontraban arquitectos que más tarde también serían famosos, como Arata Isozaki. En esta época se le encargó a Tange dirigir la reconstrucción de Hiroshima. Diseñó el Parque y el Centro de la Paz, que constituyen símbolos de la aspiración humana por la paz. El Centro de la Paz (1949) tiene gran influencia modernista. Su construcción, efectuada en hormigón armado expuesto, y su porte monumental, apoyado sobre pilares, evocan los principios planteados por Le Corbusier. A sus costados se ubican dos edificios más pequeños, correspondientes a la Biblioteca y el centro de conferencias.
En 1967, cuando su prestigio ya había trascendido las fronteras de Japón, Tange recibió el encargo de diseñar en Italia el recinto de la feria de Bolonia y una nueva ciudad con capacidad para 60.000 habitantes en Sicilia. Aunque realizó obras en diversos lugares del mundo, la mayor parte se encuentran en su país natal, Japón, en especial Tokio. 
Para diseñar la nueva catedral de Tokio, Tange visitó numerosas catedrales medievales y góticas en Europa. Al ver su grandiosidad apuntando hacia el cielo y sus espacios místicos, dice el propio Tange, se imaginó la nueva catedral con grandes espacios diseñados según el estilo moderno. Una de las grandes realizaciones de Tange es el conjunto de edificios y espacios abiertos en torno al nuevo ayuntamiento de Tokio. Consta de dos torres, una plaza y un parque. El Plan de 1960 para Tokyo, llamó poderosamente la atención de la comunidad de arquitectos en todo el mundo por su concepto innovador que dirige el crecimiento de la ciudad hacia la bahía, utilizando puentes, islas artificiales y aparcamientos flotantes.
Tange fue profesor invitado en el Instituto de Tecnología de Massachusetts (Boston, Estados Unidos), e impartió seminarios en las universidades de Yale, Princeton, Berkeley y Washington, entre otras, así como en el Instituto de Tecnología de Illinois. Ganó en 1987 el premio Pritzker, el galardón internacional más prestigioso de arquitectura.
Los proyectos de Tange reflejan su convicción de que la arquitectura debe tener algo que llegue al corazón de las personas. Aun así, las formas, los espacios y el aspecto deben responder a una lógica. Tange creía que el diseño de nuestro tiempo debe combinar tecnología y humanidad. La tradición puede estar presente de alguna manera en la creación de un nuevo proyecto, pero ya no es visible en la obra terminada.

## Obras representativas

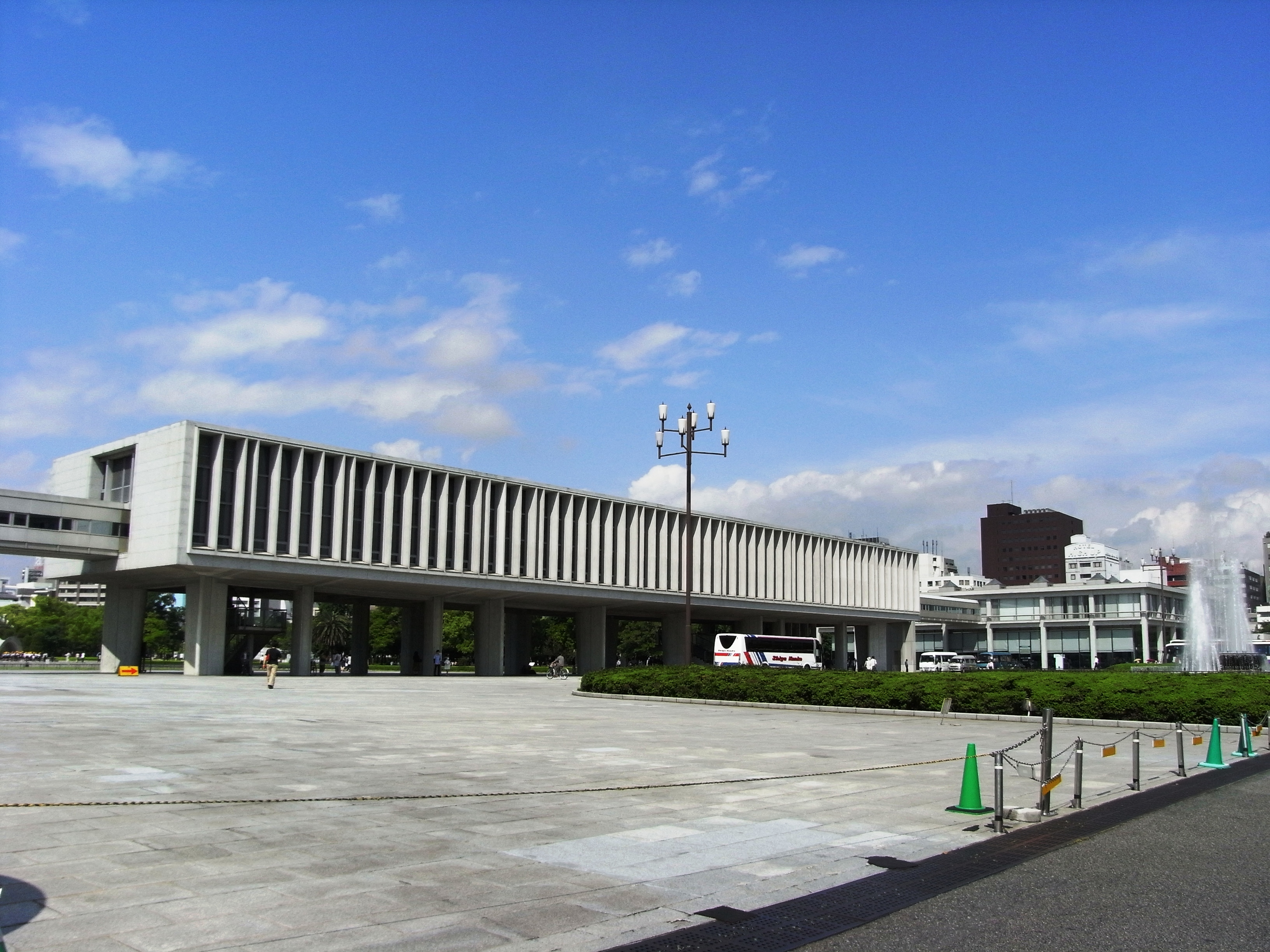
Museo Memorial de la Paz de Hiroshima.

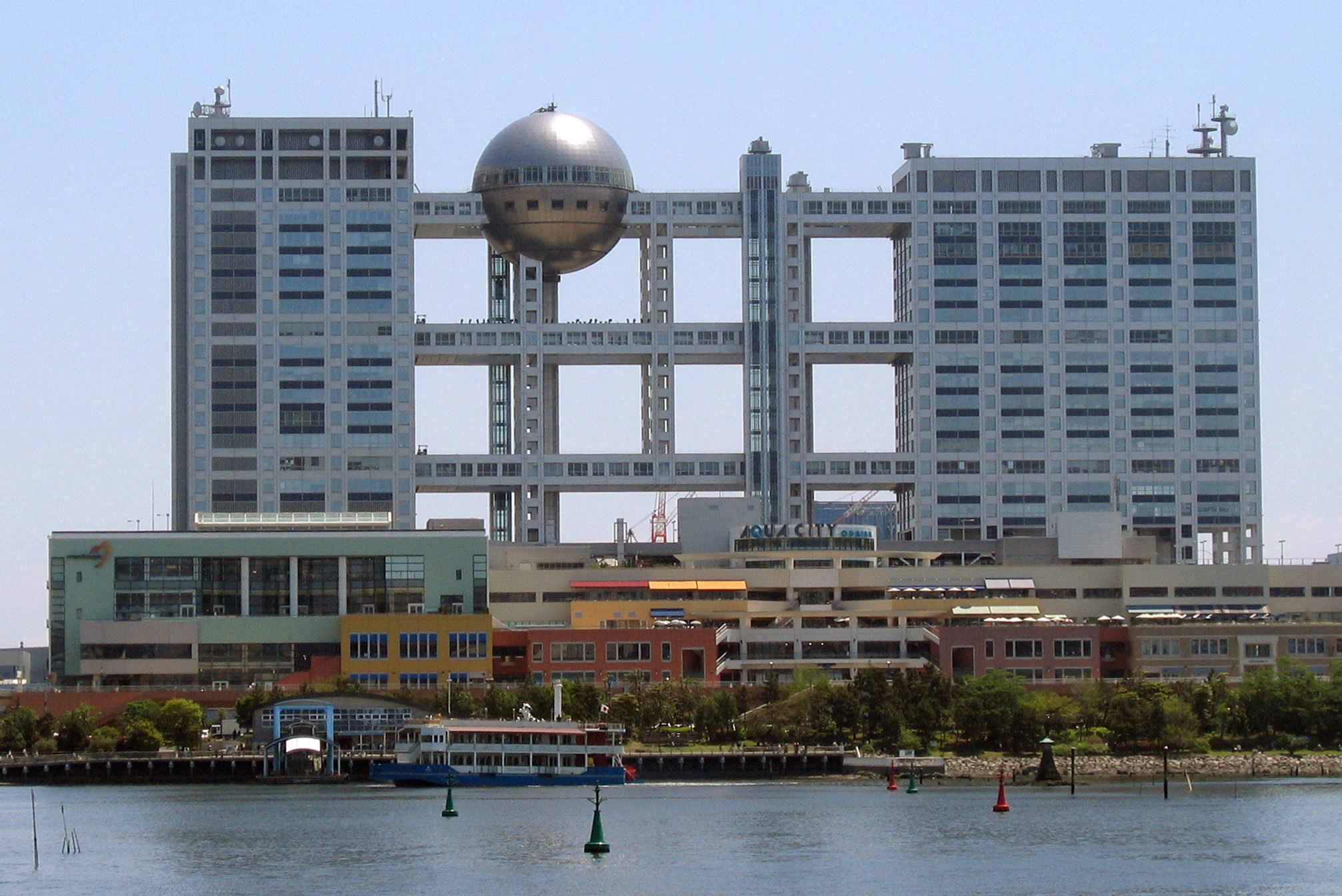
Edificio de TV Fuji en Oidaba.

- Sede principal de Olivetti en Japón (Tokio, Japón)
- Conjunto del nuevo Ayuntamiento (Tokio)
- Centro cultural (Nichinan, Japón)
- Expansión de Tokio, Plan de 1960 (Tokio, Japón)
- Centro de radiodifusión y prensa (Kofu, Japón)
- Catedral de Santa María (Tokio, Japón)
- Torre del Overseas Union Bank (Singapur)
- Estadio Olímpico (Tokio, Japón)

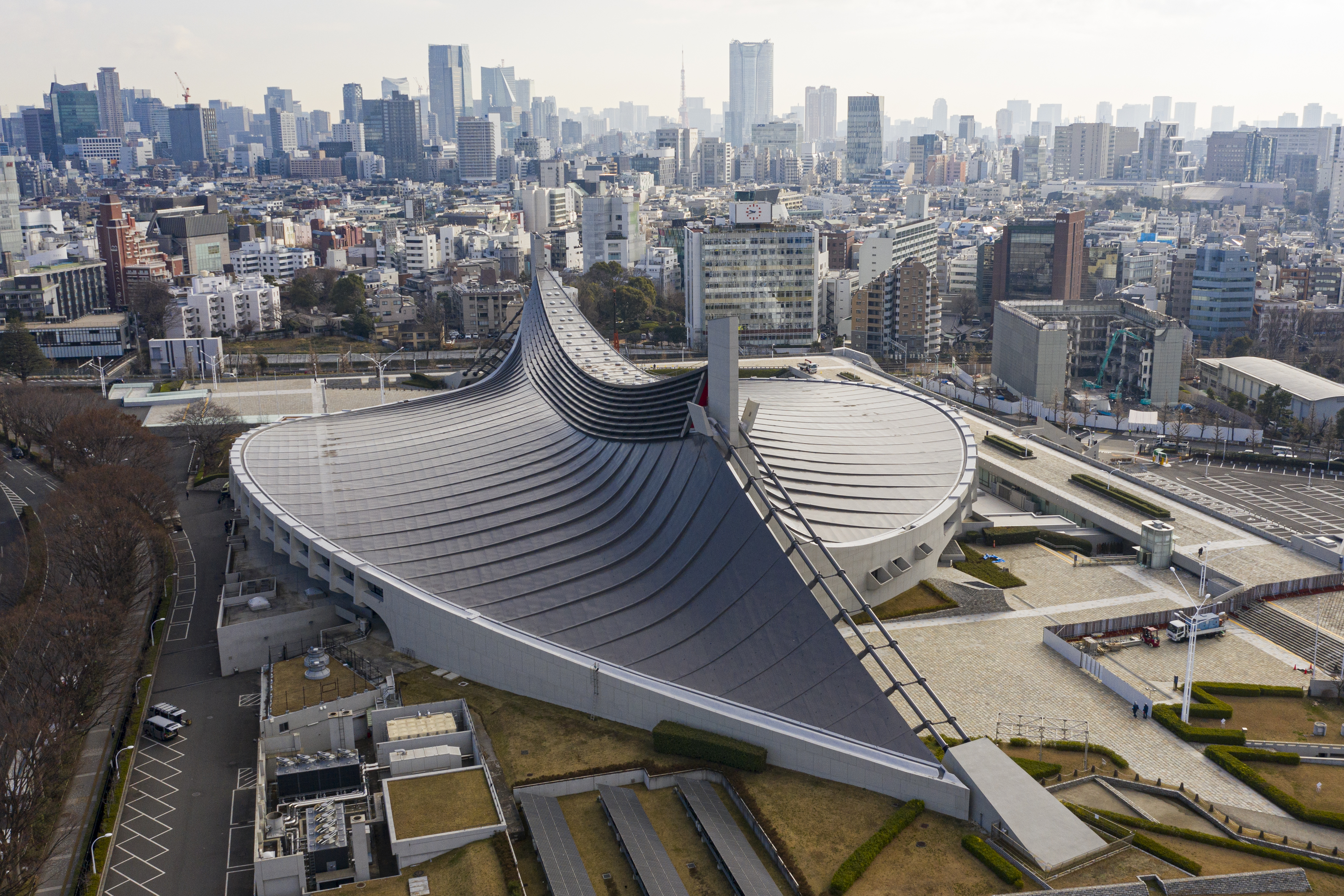
Gimnasio Nacional Yoyogi

El Gimnasio Nacional Yoyogi está situado en una zona abierta del Parque Yoyogi, en un eje adyacente al Santuario Meiji. El gimnasio y la piscina fueron diseñados por Tange para los Juegos Olímpicos de Tokio 1964, que fueron los primeros celebrados en Asia. Tange comenzó sus diseños en 1961 y los planos fueron aprobados por el Ministerio de Educación en enero de 1963. Los edificios se colocaron para optimizar el espacio disponible para aparcamientos y permitir la transición más fluida de las personas entrantes y salientes.
Inspirados en la silueta del Coliseo de Roma, los tejados tienen una piel suspendida de dos mástiles. Los edificios se inspiraron en el Pabellón Philips de Le Corbusier, diseñado para la Exposición Universal de Bruselas de 1958, y en el Ingalls Rink, la pista de hockey de la Universidad de Yale, de Eero Saarinen (ambas estructuras se terminaron en 1958). La cubierta del Pabellón Philips se creó mediante complejas superficies paraboloides hiperbólicas tensadas entre cables. En ambos casos, Tange tomó ideas occidentales y las adaptó a los requisitos japoneses.
El gimnasio tiene una capacidad aproximada de 16.000 personas y el edificio más pequeño puede albergar hasta 5.300 asistentes, dependiendo de los actos que se celebren. En el momento de su construcción, el gimnasio tenía el techo suspendido más grande del mundo. Dos pilares de hormigón armado sostienen una red de acero pretensado sobre la que se fijan placas de acero. El anclaje inferior de esta red de acero es un pesado sistema de soporte de hormigón que forma una curva pronunciada en el interior y el exterior del edificio. En el interior, este anclaje estructural se utiliza para soportar los asientos de las tribunas. La curvatura general de la cubierta ayuda a proteger el edificio de los efectos dañinos de los fuertes vientos.
Tange ganó un premio Pritzker por este diseño; en la mención se describía el gimnasio como "uno de los edificios más bellos del siglo XX"
- Casa de Tange

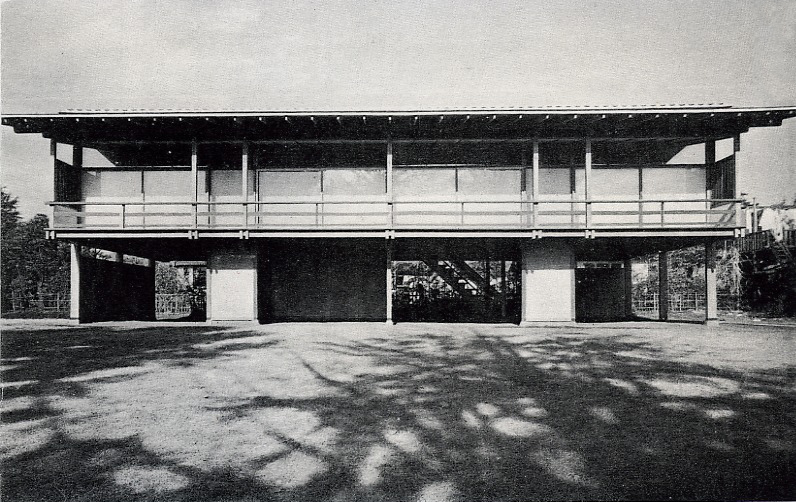
La casa de Kenzō Tange (1953)

La propia casa de Tange, diseñada en 1951 y terminada en 1953, utiliza una estructura esquelética elevada del suelo similar a la del Museo de la Paz de Hiroshima; sin embargo, se fusiona con un diseño japonés más tradicional que utiliza madera y papel. La casa se basa en el módulo tradicional japonés del tatami, con las habitaciones más grandes diseñadas para tener flexibilidad y poder separarse en tres habitaciones más pequeñas mediante puertas correderas fusuma. La fachada está diseñada con un patrón rítmico; comprende dos tipos de diseños de fachada ("a" y "b") que se ordenan lateralmente en una disposición a-b-a-a-b-a. La casa está coronada por un tejado de dos niveles. La casa de Kazuo Shinohara de 1954 en Kugayama tiene un diseño notablemente similar, aunque está construida con acero y presenta un ritmo más sencillo en su fachada.
- Viviendas pareadas (Ichinomiya, Japón)
- Ayuntamiento Kurashiki (Kurashiki, Japón)
- Exposición Universal Osaka 1970

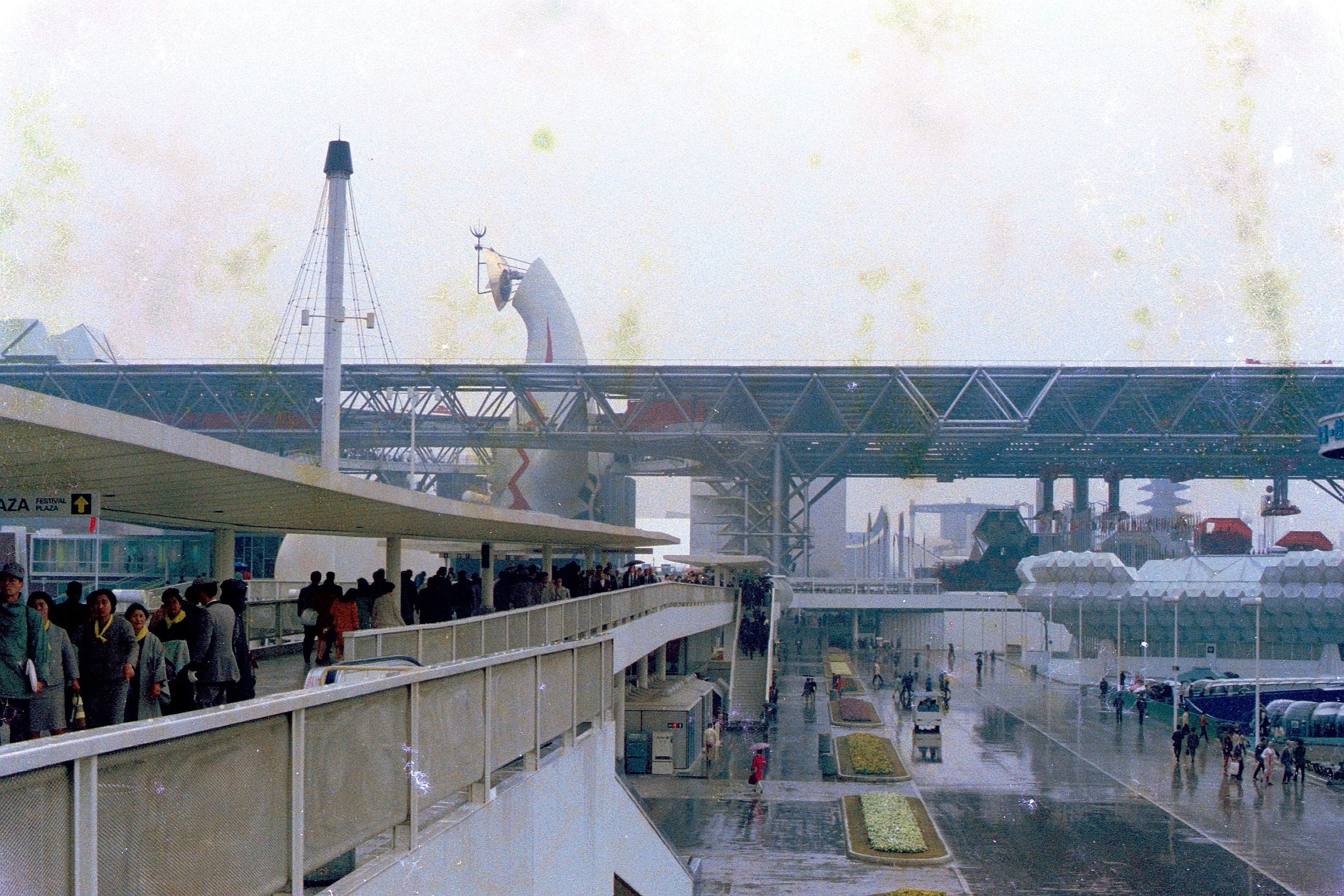
Plaza Festival de la Expo de Osaka (1970).

En 1965, el Bureau International des Expositions decidió que Japón acogería la Exposición UNiversal de 1970. Se reservaron 3,3 kilómetros cuadrados de terreno en las colinas Senri, cerca de Osaka. El Comité Temático nombró a Tange y Uzo Nishiyama planificadores del plan maestro. Tange reunió a un grupo de doce arquitectos para diseñar la infraestructura y las instalaciones de la Expo.
En el centro de la Expo estaba la Plaza Festival. Tange pensó que esta plaza (con su tejado en forma de armazón espacial) conectaría los espacios de exposición y crearía el marco de un "festival". La plaza dividía el recinto en una zona norte para los pabellones y una zona sur para las instalaciones administrativas. Las zonas estaban interconectadas por caminos móviles.
- Centro de telecomunicaciones (Singapur)
- Centro de Arte Sogetsu (Tokio, Japón)
- Instituto Tecnológico Nanyang (Singapur)
- Hotel Akasaka Prince (Tokio, Japón)
- Museo de Historia Prefectural de Hyogo (Kobe, Japón)
- Ampliación del Museo de Arte (Minneápolis, Estados Unidos)
- Conjunto monumental por la Paz (Hiroshima, Japón)
- Escuela Tohin (Tokio, Japón)
- Museo de Arte (Yokohama, Japón)
- Sede central de la Universidad de las Naciones Unidas (Tokio, Japón)
- Recinto de la Feria (Bolonia, Italia)
- Nueva ciudad en Catania (Sicilia, Italia)
- Embajada de Japón en México (Ciudad de México, México)
- Embajada de Japón en España (Madrid, España)

## Premios
- Medalla de Oro del RIBA (1965).[17]
- Diploma Olímpico al Mérito (1965).[18]
- Medalla de Oro del Royal Institute of British Architects (1965)[17]
- Medalla de Oro del Instituto Americano de Arquitectos (American Institute of Architects, AIA) (1966)[19]
- Gran Medalla de Oro de la Academia Francesa de Arquitectura (1973).[20]
- Premio Pritzker de Arquitectura (1987).[21][22]

## Legado

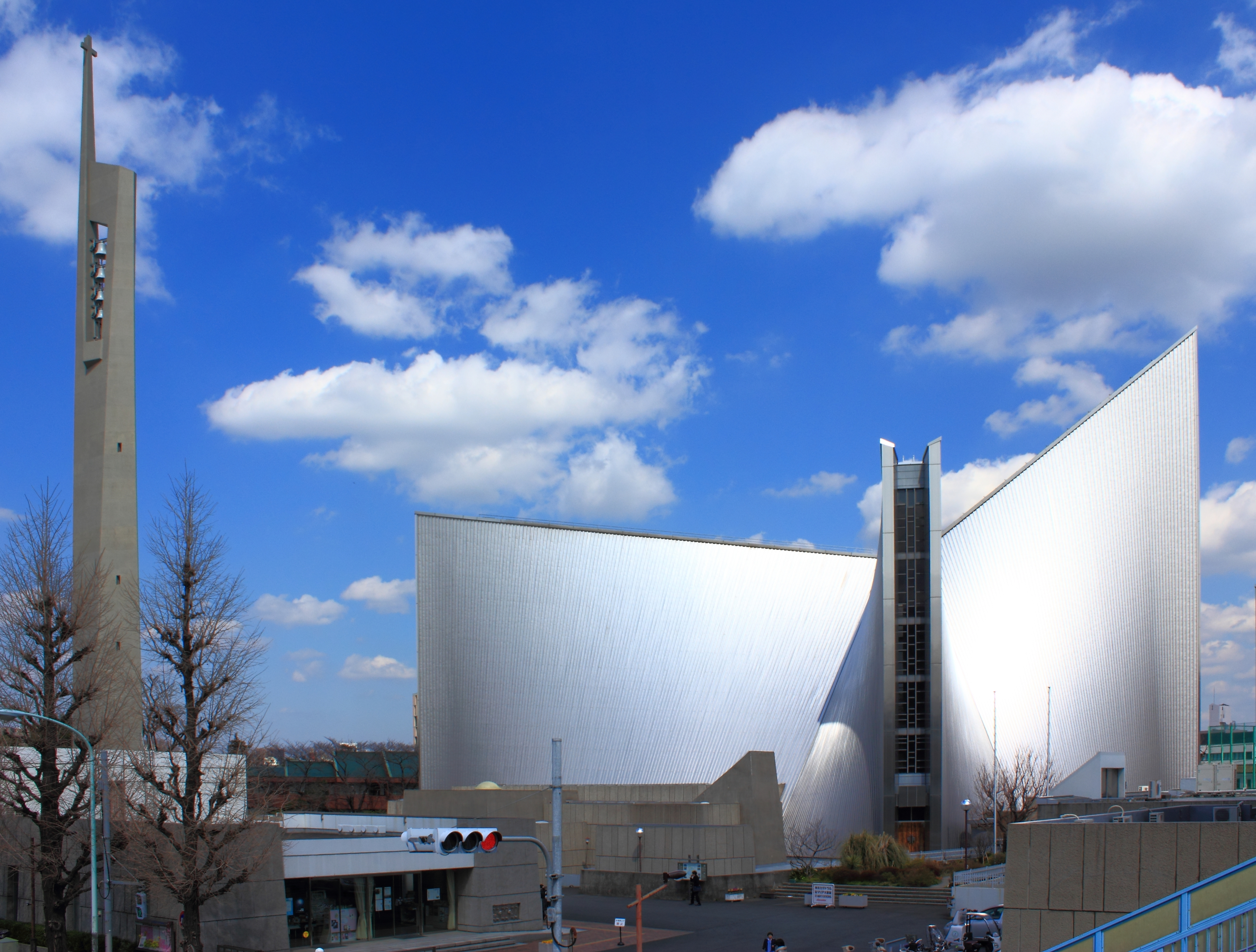
Catedral de Santa María (Catedral de Tokio), Tokio (1964).

La expansión modular de las visiones metabolistas de Tange tuvo cierta influencia en Archigram con sus megaestructuras enchufables. El movimiento metabolista impulsó la carrera de Kikutake. Aunque sus propuestas para la Ciudad Marina (presentadas por Tange en el CIAM) no se llevaron a cabo, su Ayuntamiento de Miyakonojo (1966) fue un ejemplo más metabolista del Centro Cultural Nichinan (1962) del propio Tange[47]. Aunque la Expo de Osaka marcó un declive del movimiento metabolista, dio lugar a un "traspaso" de las riendas a una generación más joven de arquitectos como Kazuo Shinohara y Arata Isozaki.
En una entrevista con Jeremy Melvin en la Royal Academy of Arts, Kengo Kuma explicó que, a los diez años, se sintió inspirado para convertirse en arquitecto tras ver los pabellones olímpicos de Tange, construidos en 1964.
Para Reyner Banham, Tange fue un excelente ejemplo del uso de la arquitectura brutalista. Su uso de acabados de hormigón  (Béton brut), combinado con sus proyectos cívicos como la remodelación de la bahía de Tokio, le convirtieron en una gran influencia para los arquitectos británicos durante la década de los 60. La arquitectura brutalista ha sido criticada por carecer de alma y por promover el uso exclusivo de un material poco resistente a largas exposiciones a la intemperie natural.
El hijo de Tange, Paul Noritaka Tange, se graduó en la Universidad de Harvard en 1985 y se incorporó a Kenzō Tange Associates. Fue nombrado presidente de Kenzo Tange Associates en 1997 antes de fundar Tange Associates en 2002.